# Gürcü Mehmed Pascià
Gürcü Hadım Mehmed Pascià in turco ottomano: گرجی خادم محمد پاشا (letteralmente Mehmed Pascià l'Eunuco Georgiano) (1536 – Istanbul, 13 settembre 1626) è stato un politico ottomano di etnia georgiana.
Fu Gran Visir dell'Impero Ottomano tra il 21 settembre 1622 e il 5 febbraio 1623. Fu anche governatore ottomano dell'Egitto dal 1604 al 1605.